# Yorick Antheunis
Yorick Antheunis (Sint-Truiden, 26 juni 1991) is een Belgisch voetballer, die uitkomt voor Atlas Linter.
In het seizoen 2008-2009 maakte hij zijn debuut in de hoofdmacht bij de Kanaries. Hij kan uit de voeten als aanvallende middenvelder, linksbuiten of spits.

## Statistieken
| seizoen | club              | land   | competitie     | wed. | goals |
| ------- | ----------------- | ------ | -------------- | ---- | ----- |
| 2008/09 | Sint-Truidense VV | België | Exqi League    | 10   | 0     |
| 2009/10 | Sint-Truidense VV | België | Jupiler League | 1    | 0     |
| 2009/10 | Sint-Truidense VV | België | Play-Off I     | 3    | 0     |
| 2010/11 | Sint-Truidense VV | België | Jupiler League | 15   | 0     |
| 2010/11 | Sint-Truidense VV | België | Play-Off II A  | 0    | 0     |
| 2011/12 | Sint-Truidense VV | België | Jupiler League | 0    | 0     |
| 2012/13 | Bocholter VV      | België | Derde klasse   | 1    | 1     |
|         |                   |        | Totaal         | 30   | 1     |

Bijgewerkt: 23/05/13